# Vialer
Vialer ist eine französische Gemeinde mit 146 Einwohnern (Stand 1. Januar 2022) im Département Pyrénées-Atlantiques in der Region Nouvelle-Aquitaine (vor 2016: Aquitanien). Die Gemeinde gehört zum Arrondissement Pau und zum Kanton Terres des Luys et Coteaux du Vic-Bilh (bis 2015: Kanton Garlin).
Der Name in der gascognischen Sprache lautet Lo Vialèr. Er ist eine Ableitung des lateinischen Wortes villarium (deutsch Weiler).
Die Einwohner werden Vialérois und Vialéroises genannt.

## Geographie
Vialer liegt circa 30 Kilometer nordwestlich von Pau in der gascognischen Region Vic-Bilh in der historischen Provinz Béarn am nordöstlichen Rand des Départements.
Zu Vialer gehören neben der Hauptsiedlung auch die Weiler Chaperot, Château, Cerisère, Coujet, Église, Gerp, Granges Soubirou, Le Hameau, Lamarque, Lartigue, Laslanettes, Roudigou und Tisné.
Umgeben wird der Ort von den Nachbargemeinden:
|                   | Saint-Jean-Poudge                           | Cadillon       |
| Burosse-Mendousse | Kompassrose, die auf Nachbargemeinden zeigt | Arricau-Bordes |
|                   | Lalongue                                    | Gayon          |

Vialer liegt im Einzugsgebiet des Flusses Adour.
Ein Nebenfluss des Adour, der Lées, durchquert das Gebiet der Gemeinde zusammen mit seinen Nebenflüssen, Ruisseau de Larrigan, Ruisseau du Gerp und Ruisseau de Roudigou.

## Geschichte
Bei der Volkszählung im Béarn im Jahre 1385 wurden in Vialer 13 Haushalte gezählt. Das Dorf gehörte zur Bailliage von Lembeye. Die Grundherrschaft unterstand dem Vicomte von Béarn bis zur Annexion der Vicomté durch die französische Krone. Der französische König setzte 1704 Charles Deschiens de Laneufville ein, um seine Macht zu stärken. Die Grundherrschaft ging in der Folge an die Familie Dufau, anschließend an die Familie Germenaud-Lassède.
Toponyme und Erwähnungen von Vialer waren:
- Lo Vieler de Tarnos (1385, Volkszählung im Béarn, Blatt 58),
- Vielaa (1402, Volkszählung im Béarn),
- Lo Bialer, lo Vieler en Vic-Bilh, lo Vieller de Sanct-Johan-Podge, lo Vialer, le Vialler und Saint-Pierre du Vialer (1542, 1544, 1546, 1552, 1675 bzw. 1682, réformation de Béarn, Manuskriptsammlung des 16. bis 18. Jahrhunderts) und
- Vialer (1750, 1793 und 1801, Karte von Cassini, Notice Communale bzw. Bulletin des lois).[4][5][6]

### Einwohnerentwicklung
Nach Beginn der Aufzeichnungen stieg die Einwohnerzahl bis zur Mitte des 19. Jahrhunderts auf einen Höchststand von rund 490. In der Folgezeit sank die Größe der Gemeinde bis zu den 1980er Jahren auf rund 150, bevor eine Erholungsphase einsetzte, die in jüngster Zeit stagniert.
| Jahr      | 1962 | 1968 | 1975 | 1982 | 1990 | 1999 | 2006 | 2010 | 2022 |
| --------- | ---- | ---- | ---- | ---- | ---- | ---- | ---- | ---- | ---- |
| Einwohner | 198  | 181  | 163  | 146  | 149  | 180  | 194  | 192  | 146  |

## Sehenswürdigkeiten
- Pfarrkirche Saint-Pierre, geweiht dem Apostel Petrus. Der Glockenturm über dem Eingangsvorbau ist im 18. Jahrhundert gebaut worden und ist das einzige Element, das eine Datierung erlaubt. Es gibt keine früheren Aufzeichnungen, die die Kirche erwähnen. Das Seitenschiff und die Sakristei sind zu einem späteren Zeitpunkt hinzugefügt worden. Der Glockenturm, der ursprünglich ein viereckiger Turm gewesen sein könnte, ist mit einer doppelten Haube, die obere kleiner als die untere, mit geradem Zwischenstück und zusätzlich mit kleinen Dachreitern an allen vier äußeren Turmecken ausgestattet. Ansonsten zeigt das Gebäude Merkmale der typischen Béarner Kirchenarchitektur mit den verwendeten Baustoffen Kieselsteine und Schiefer, einem Eingang an der Südseite und kleinen Fenstern. Drei Werke Glasfenster sind Werke des Glasmalers Henri Gesta aus Toulouse aus dem Jahre 1932. Weitere Ausstattungsgegenstände aus dem 17. bis 20. Jahrhundert sind als nationale Kulturgüter registriert.[8][9]

- Schloss Loo, auch Schloss Trinquat genannt. Es wurde 1385 in den Aufzeichnungen als ostau d’Aramon de Lo erwähnt. Das heutige Wohngebäude, in dem mehrere Generationen von Grundherrenfamilien lebten, datiert aus der ersten Hälfte des 17. Jahrhunderts. 1538 gehörte das Anwesen Pierre de Lème, dessen Familie es unter dem Namen „de Loo“ bis zum Endes des 17. Jahrhunderts behielten. Sie haben demnach das heutige Wohngebäude errichten lassen, das in den folgenden Jahrhunderten häufig umgebaut wurde. Im 18. Jahrhundert wurde es vergrößert und neu eingerichtet, Nebengebäude wurden im Jahr 1757 hinzugefügt. Nach den Familien Soubiron, Dechiens de Laneuville, Dufau und Germenaud Lassède war das Schloss vom späten 18. Jahrhundert bis 1837 in den Händen von Herrn de Marignan, anschließend gehörte es der Familie Lostalot-Bachoué. Das Wohngebäude befindet sich an einem Hof, um den sich auch die Nebengebäude gruppieren. Die nördliche Fassade aus dem 17. Jahrhundert besitzt zwei Tourellen an den Ecken, die auf doppelte Trompen ruhen, wobei die nordöstliche Tourelle nur noch aus ihrem Fundament besteht. Die Trompen sind aus Sandstein, die Tourellen selbst aus roten Ziegelsteinen gebaut. Die westliche Fassade ist fensterlos, aber mit Blendfenstern aus dem 18. Jahrhundert verschönert. Die Hauptfassade im Osten datiert aus der gleichen Zeit. Das Schloss ist als nationales Kulturgut registriert, befindet sich in Privatbesitz und ist der Öffentlichkeit nicht zugänglich.[10][11]

## Wirtschaft und Infrastruktur

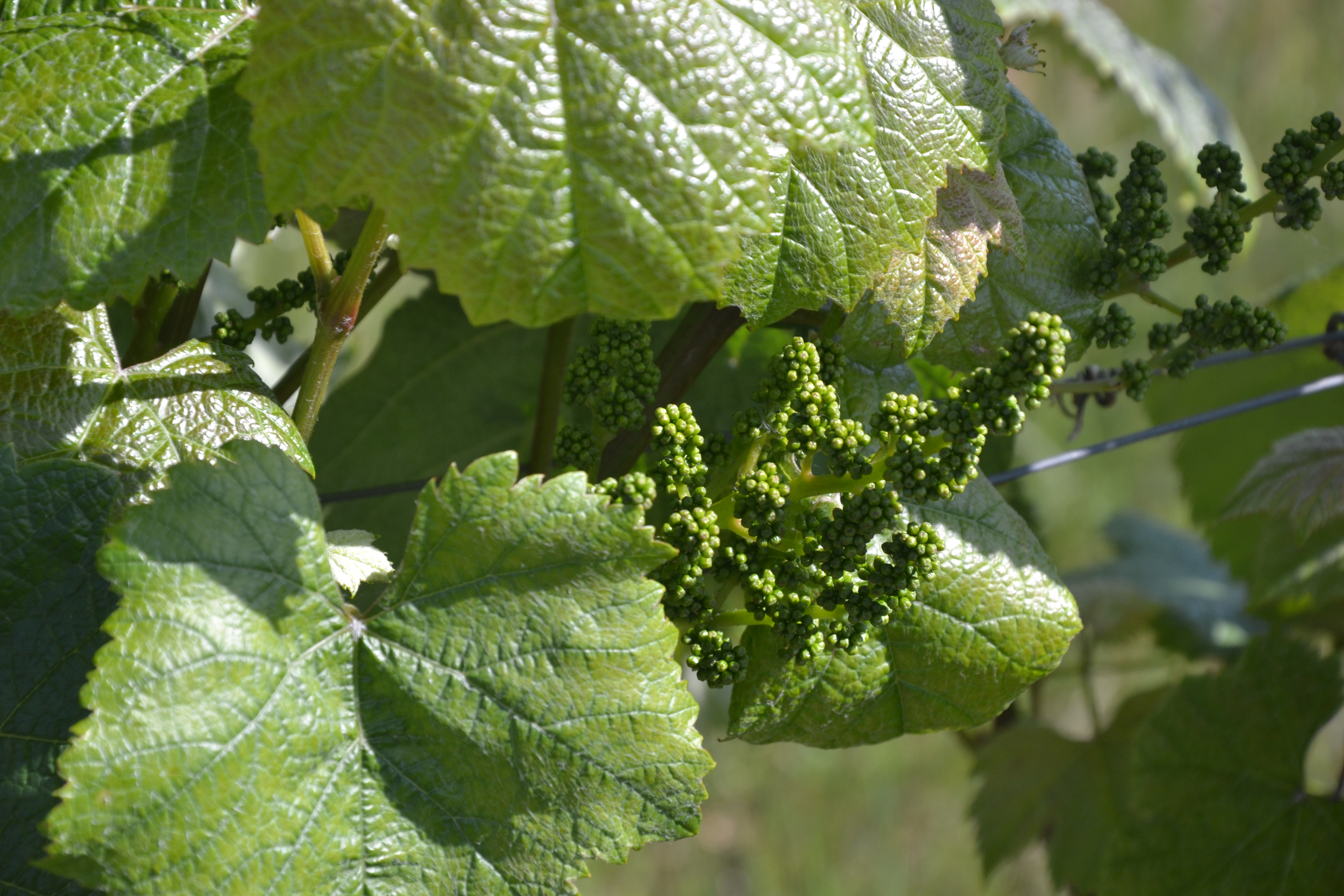
Weinrebe der AOC Pacherenc du Vic-Bilh

Die Landwirtschaft ist der wichtigste Wirtschaftsfaktor der Gemeinde.
Vialer liegt in den Zonen AOC der Weinanbaugebiete des Béarn, Madiran und Pacherenc du Vic-Bilh.

### Verkehr
Vialer wird durchquert von den Routes départementales 104, 143 und 219.